# Martin Marietta X-24A
Martin Marietta X-24A je bil ameriško eksperimentalno letalo, ki sta ga uporabljali  USAF in NASA za testiranje vzgonskega trupa pri ponovnem vstopu v atmosfero. Kasneje so izkušnje uporabili na raketoplanu Space shuttle. 

## Specifikacije (X-24A)
Splošne karakteristike
- Posadka: 1 pilot
- Dolžina: 24 ft 6 in (7,47 m)
- Razpon kril: 11 ft 6 in (3,51 m)
- Višina: 9 ft 7 in (2,92 m)
- Površina kril: 195 ft² (18,1 m²)
- Teža praznega letala: 6360 lb (2885 kg)
- Naložena teža: 10700 lb (4853 kg)
- Maks. vzletna teža: 11447 lb (5192 kg)
- Pogon letala: 1 × Reaction Motors XLR-11rs raketni motor, 8480 lbf (37,7 kN)

 Zmogljivost 
- Maks. hitrost: 1036 mph (1667 km/h)
- Doseg: 45 milj (72 km)
- Višina leta: 71407 ft (21763 m)
- Obremenitev kril: 59 lb/ft² (288 kg/m²)
- Razmerje potisk/teža: 0,70